# تلمبة آقا جاني (أرزوئية)
تلمبة آقا جاني (بالإنجليزية: Tolombeh-ye Aqa Jani)‏ هي منطقة سكنية تقع في إيران في Arzuiyeh Rural District. يقدر عدد سكانها بـ 81 نسمة .